# Клинковое оружие

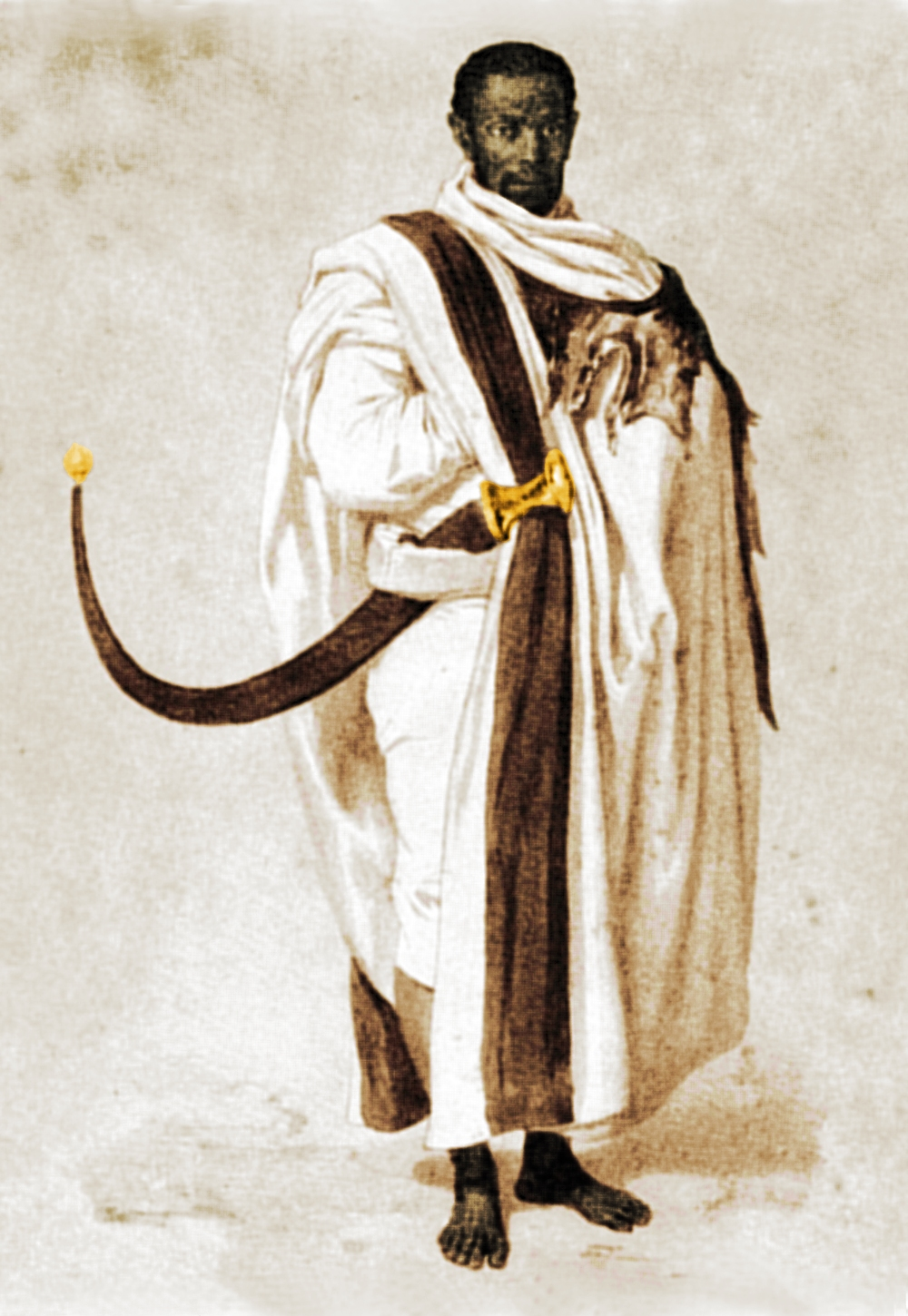
Знатный эфиоп XIX века с сильно изогнутой саблей.

Клинко́вое ору́жие — белое (холодное) оружие, имеющее боевую часть в виде клинка (клина), прочно и неподвижно соединённого с рукоятью.

## Устройство
Клинок представляет собой протяжённую металлическую боевую часть, от параметров которой зависит характер наносимых повреждений. В зависимости от формы клинка, а также характера острия и лезвий клинковое оружие может быть рубящим, колющим, колюще-рубящим, рубяще-колющим. 
В зависимости от длины клинка выделяют:
- Короткоклинковое — до 30 сантиметров;
- Среднеклинковое — 30—50 сантиметров;
- Длинноклинковое — свыше 50 сантиметров.

## История
Первым клинковым оружием был нож. Потом появились мечи и кинжалы.
Для конного боя удобными оказались палаши, имеющие над обоюдоострыми мечами технологическое преимущество. В VII веке они приобрели небольшой изгиб, что дало начало саблям. К XIII веку они уже имели хождение во многих странах Азии и Восточной Европы, а позднее стали там основным видом клинкового оружия.
В Европе же с XV века усиление колющих свойств мечей привело к появлению шпаг, а затем рапир.

## Типология

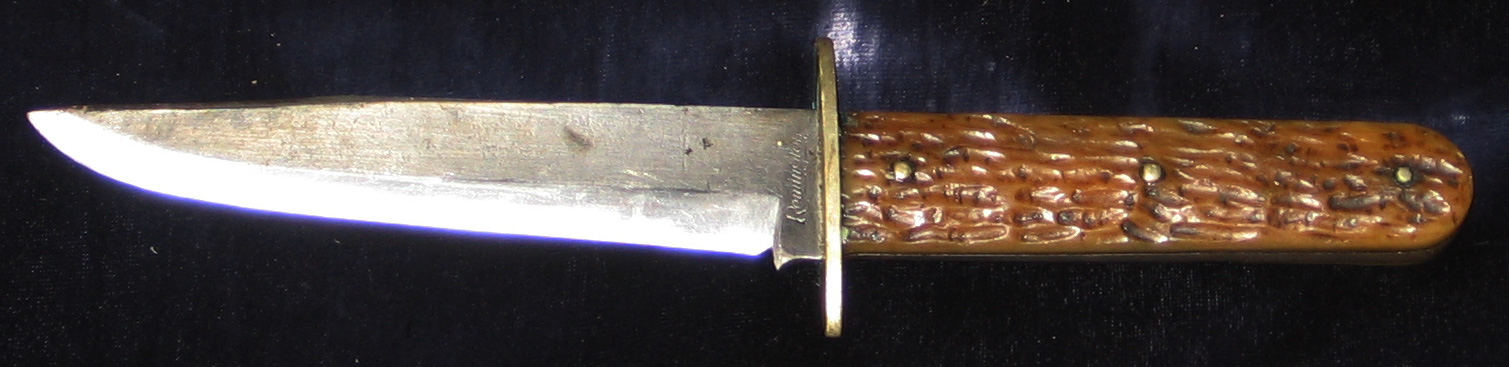
Нож
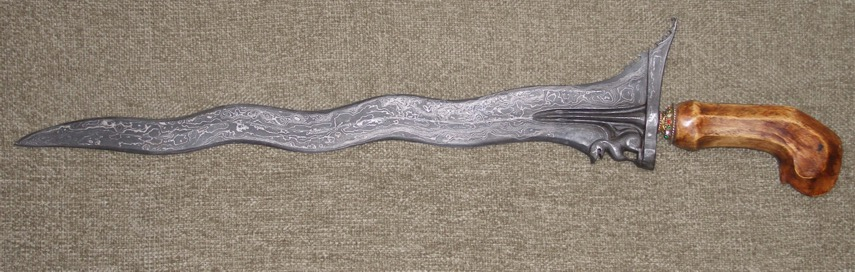
Кинжал
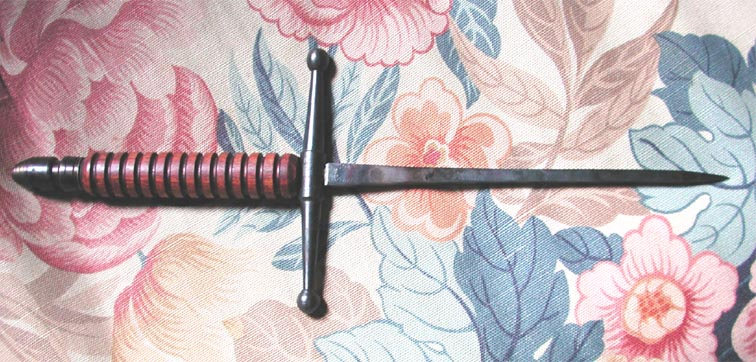
Стилет
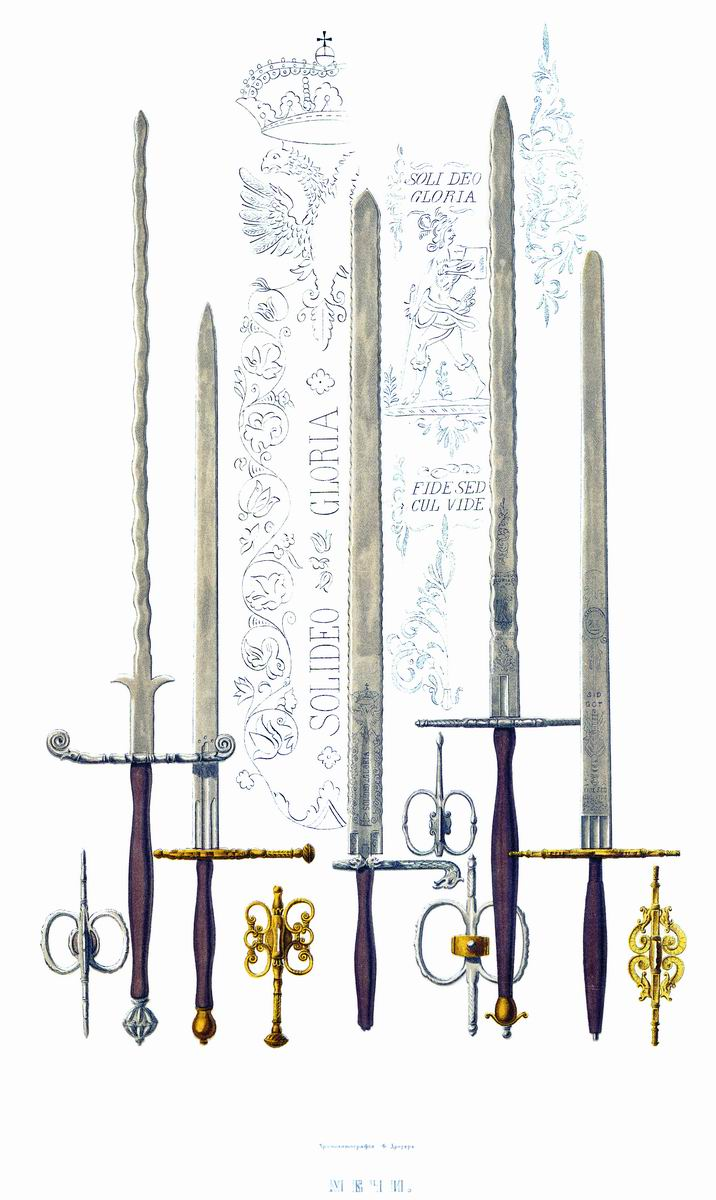
Мечи
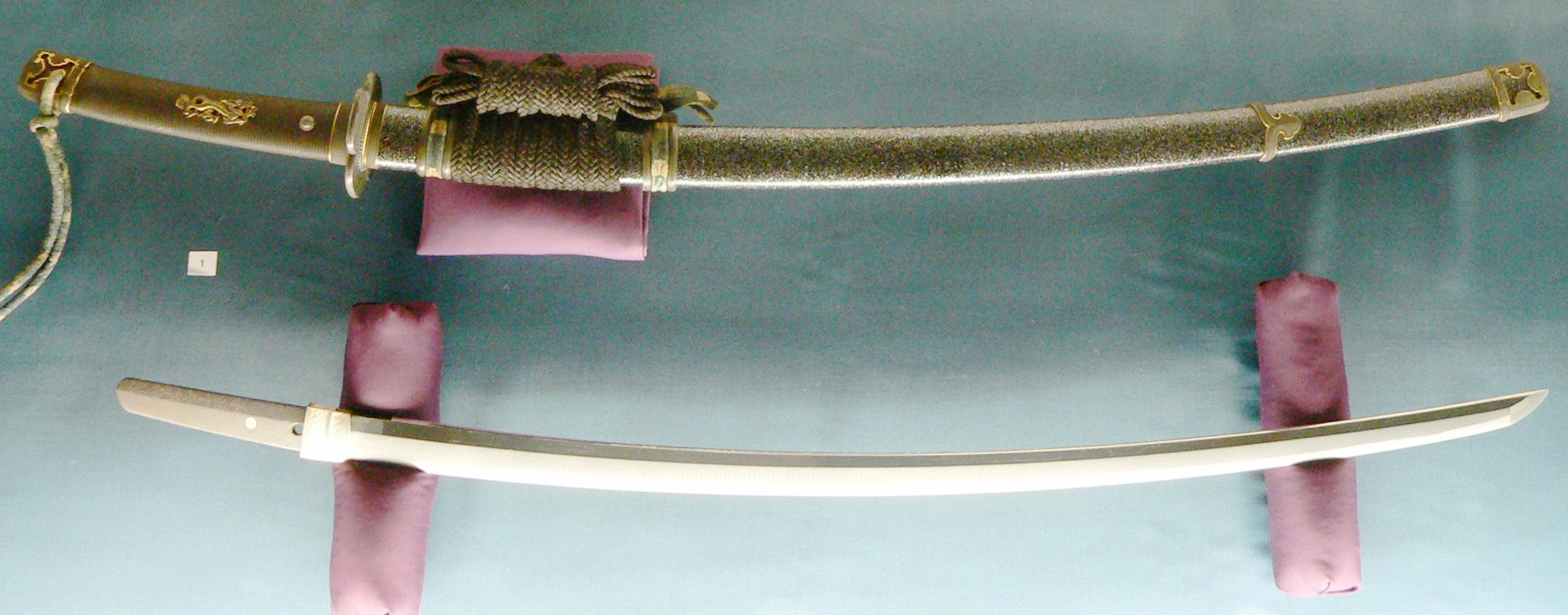
Сабля
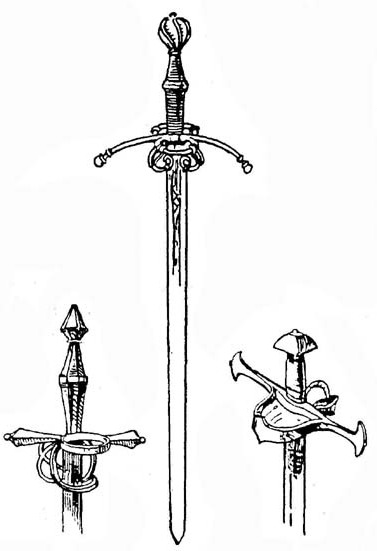
Шпаги
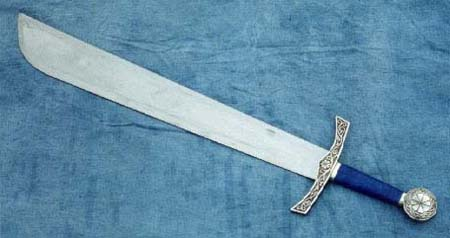
Тесак
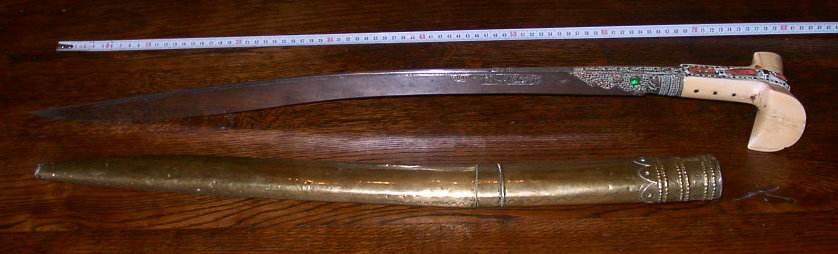
Ятаган

Типология клинкового оружия основана на его конструкции и назначении. Исторически названия некоторых типов применяли к конкретным видам оружия.

### Боевой нож
Нож — древнейшее клинковое оружие колюще-режущего действия. Древнейшие ножи, известные со времён верхнего палеолита, были каменными и преимущественно режущими. Позднее появились металлические: медные, бронзовые, железные и, наконец, стальные ножи, получившие колющее остриё. Ножи использовали и применяют до сих пор практически все народы.

### Кинжал
Кинжал является колюще-режущим и рубяще-режущим оружием с коротким или средним обоюдоострым клинком. Форма клинка может быть как прямой, так и изогнутой. У кинжала центр тяжести смещён в рукоять. Таким образом, от ножа кинжал отличает не только рубящие свойства, но и исключительно боевое назначение. Изредка встречались и 2-клинковые кинжалы.

### Стилет
Стилет — колющее оружие с коротким или средним клинком, гранённым или круглого сечения. Подобное оружие применяли у разных народов и имело разное происхождение. Однако за счёт небольшого размера оно отличалось возможностью скрытого ношения. Например, японское кансаси было в виде заколки для волос.

### Кортик
Кортик — колющее оружие с коротким или средним узким клинком ромбического сечения. К данному типу относятся только кортики в прямом значении этого слова.

### Меч
Меч — колющее и рубящее оружие с прямым средним или длинным 2-лезвийным клинком. Древнейшие мечи, датируемые 2 тысячелетием до н. э., были бронзовыми. Однако в некоторых культурах известны костяные и деревянные мечи с каменными лезвиями, возможно, бывшие предшественниками металлических. Такое оружие совмещало свойства ножа и топора. В течение веков у некоторых мечей становились основными колющие функции, у других — рубящие. Это приводило к появлению новых типов мечей и другого клинкового оружия.

### Палаш
Палаш — колющее и рубящее оружие с длинным прямым клинком, отличающееся от меча 1-лезвийностью. Это оружие первоначально получило распространение в коннице, для увеличения эффективности рукоять иногда была расположена под углом к оси клинка. Однако исторически «палашом» называли оружие, которое иногда было обоюдоострым или изогнутым, что согласно современной типологии неправильно.

### Сабля
Сабля — рубяще-режущее и колюще-режущее оружие с длинным изогнутым клинком с лезвием на «выпуклой» стороне. Появилась в результате модификации палаша, изгиб клинка придавал оружию режущие свойства, что увеличивало его эффективность. Сабли, вероятно, были независимо изобретены кочевниками Восточной Европы и на Дальнем Востоке.

### Шашка
Шашка — рубяще-режущее оружие с длинным слабоизогнутым 1-лезвийным клинком. С шашкой схожи по форме клинка, в частности, леппа, сикин, катана.

### Шпага
Шпага — колющее или колющее и рубящее оружие с длинным прямым 1- или 2-лезвийным 3- или 4-гранным клинком и развитым эфесом. Появилась в результате увеличения колющих свойств меча. Кончар также является шпагой.

### Рапира
Рапира — колющее оружие с длинным прямым упругим клинком и, как правило, чашевидной гардой. В свою очередь, происходит от шпаги.

### Тесак
Тесак — рубяще-режущее и колюще-режущее оружие с широким средним 1-лезвийным клинком. Как правило, предназначен для нанесения преимущественно рубящих ударов, причём тесаки могут отличаться весьма разнообразной формой клинка. Европейский тесак появился как производное от палаша или сабли, сломанный длинный клинок перековывали в более короткий толстый. Русский тесак возник как нож крупных размеров, заменяющий топор. В частности, к тесакам можно отнести следующие виды оружия: фальшион, мачете, копис, махайра, фальката, паранг, кхукри, голок.

### Ятаган
Ятаган — колющее и рубяще-режущее оружие с клинком, имеющим прямой, реже двойной изгиб, и заточку на внутренней стороне. Ширина клинка обычно была неизменной. Редко встречались ятаганы с расширением клинка к острию. Такая форма обеспечивала рубяще-режущее действие с «загребающим» эффектом. Как в случае с шашкой и кортиком, данный тип эквивалентен конкретному оружию.

## Штык
Колющее или колюще-режущее оружие, которое отличается тем, что крепят к дульной части ствола ручного огнестрельного оружия. Появились в XVII веке. Штыки могли быть различных форм, которые классифицируют так же, как остальное клинковое оружие.

## Древковое оружие
Некоторые типы древкового оружия, например, глефа, отличаются наконечником в виде клинка. Однако, несмотря на это их, как разновидность клинкового оружия, не классифицируют.

## Роль геометрии клинка
Клинковое оружие может иметь принципиально 2 типа клинков: искривлённый (1 или несколько раз) и прямой. Как правило данные типы клинков всегда предназначены для того, чтобы наносить конкретные типы повреждений, причём материал из которого состоит цель (дерево, кожа, ткань, металл, органика) тоже играет существенную роль.
Кривые клинки, как например персидский шамшир, обладают довольно сильным изгибом. Тем самым между плоскостью цели и осью клинка образуется острый угол. Сабля, изогнутая на 90°, практически параллельно скользит по цели своей передней частью. Это усиливается тем, что удар всегда наносят по круговой траектории. К тому же нахождение лезвия и цели под углом увеличивает пробивной эффект. Таким образом сабля как таковая имеет своё поражающее действие в режущем «эффекте пилы», причём этот эффект становится сильнее с возрастающей кривизной клинка. Это скользящее режущее движение обеспечивает сабле хорошую эффективность при её относительно малом весе (0,5—1,5 кг), так как режущий эффект компенсировал более малый импульс при размахе. Однако при этом у сильно искривлённой сабли ослабляются рубящие свойства, а это имеет 1 главный недостаток — режущий эффект гораздо менее эффективен по металлу и дереву, поэтому сабли обычно отличались умеренной кривизной.
Прямой клинок, как правило, не имеет дополнительных искривлений, что исключает автоматический «эффект пилы», поэтому такой вид оружия всегда требовал особой техники. Обычно прямой меч в процессе нанесения удара одновременно оттягивался назад, создавая режущий компонент движения, поскольку «потяг» как таковой нужен для того, чтобы любой клинок смог резать. Популярное представление о прямых мечах как об аналоге топора соответственно неверно. Длина прямого клинка и «потяг» однако не всегда способны дать нужный эффект, поэтому вес прямых мечей обычно слегка выше сабельного (1,1—1,4 кг). Дополнительный вес позволяет дать клинку больший импульс чем у более лёгкой сабли, который и компенсирует более слабый режущий эффект лезвия. Рубка мечом следовательно является более сложной, но максимально эффективной при применении против кольчуги и дерева, как следствие более высокого импульса и техники применения. Также меч лучше чем сабля приспособлен к уколам.
Вогнутый клинок предназначен для нанесения рубящих ударов, однако в данном случае он имеет преимущество над прямым. При нанесении удара по цели сверху вниз оружие двигалось не только вниз, но и немного вперёд, что обеспечивалось вогнутостью. Полученный «загребающий» эффект придавал рубящему удару режущие свойства, что увеличивало его эффективность. Таким образом «потяг» не требовался, поскольку осуществлялся автоматически. Например, на рукояти ятагана делали «уши», чтобы оружие в результате этого эффекта не вырывалось из руки.
Таким образом рубящий эффект клинкового оружия определяется, в общем, геометрией их клинка и техникой применения, а не грубой физической силой или весом. Саблей рубят большими круговыми махами, часто сплеча, а мечом — целенаправленными ударами с оттягом назад и поворотом всего корпуса. Меч больше подходит как рубящее оружие, способное отрубать части тела противника, а сабля для нанесения глубоких резаных ран. Большинство мечей и сабель однако не являются их «чистым» представителем — сабли, предназначенные для боя с кольчужными доспехами, обычно слабо искривлены и имеют выраженное остриё для колющих атак. Такие конструкции (например, слабо искривлённые татарские сабли или сравнительно прямой турецкий клыч с елманью) представляют собой компромисс между режущим эффектом кривого лезвия и рубящим эффектом меча. Поэтому при рубке часто требуется дополнительный «потяг». Известные примеры такого гибрида — кавказская шашка и Японский меч.